# Curtomerus brunneus
Curtomerus brunneus là một loài bọ cánh cứng trong họ Cerambycidae.